# Agathotoma
Agathotoma là một chi ốc biển, là động vật thân mềm chân bụng sống ở biển trong họ Conidae.

## Các loài
Các loài thuộc chi Agathotoma bao gồm:
- Agathotoma aculea (Dall, 1919)[2]
- Agathotoma alcippe (Dall, 1918)[3]
- Agathotoma camarina (Dall, 1919)[4]
- Agathotoma candidissima (C.B. Adams, 1845)[5]
- Agathotoma densestriata (C.B. Adams, 1850)[6]
- Agathotoma ecthymata García, 2008[7]
- Agathotoma finalis Rolan & Fernandes, 1992[8]
- Agathotoma finitima (Pilsbry & Lowe, 1932)[9]
- Agathotoma hilaira (Dall, 1919)[10]
- Agathotoma klasmidia Shasky, 1971[11]
- Agathotoma merlini (Dautzenberg, 1910)[12]
- Agathotoma neglecta (Adams C. B., 1852)[13]
- Agathotoma phryne (Dall, 1919)[14]
- Agathotoma quadriseriata (Dall, 1919)[15]
- Agathotoma secalis Shasky, 1971[16]
- Agathotoma stellata (Mörch, 1860)[17]
- Agathotoma subtilis (Watson, 1881)[18]
- Agathotoma temporaria Rolan & Otero-Schmitt, 1999[19]